# Тајванска плава сврака
Тајванска плава сврака (лат. Urocissa caerulea) врста је птице из породице врана.

## Галерија
- Тајванска плава сврака у лету